# Cuéntame un cuento
Cuéntame un cuento va ser una sèrie de televisió espanyola de gènere fantàstic, produïda per Cuatro Cabezas per a la seva emissió en Antena 3 des del 10 de novembre de 2014 fins al 8 de desembre del mateix any. La sèrie va ser adaptada en 2018 als Estats Units sota el títol de Tell me a Story.

## Episodis

### Els tres porquets
Als Tres Porquets, els tres germans són lladres de bancs (Antonio Gil, Arturo Valls i Iñaki Font) que provocaran la ira d'un home assedegat de venjança (Víctor Clavijo).

### Blancaneu
En Blancaneu, la història transcorre en el món de l'estètica, la reina malvada, la malvada madrastra de Blancaneu (Mar Saura), és una model que comença a veure atrotinats els seus dies de glòria i Blancaneu (Priscilla Delgado i Blanca Suárez) és l'hereva sense memòria, que viu amb set lladres de diamants.

### Caputxeta Vermella
En Caputxeta Roja, la protagonista és una jove (Laia Costa), que té una relació difícil amb la seva mare (Sonia Almarcha), s'enfronta a les misterioses desaparicions d'altres joves.

### Hansel i Gretel
En Hansel i Gretel, els nens són dos germans (Marcel Borràs i Aitana Hercal) abandonats a la seva sort en el bosc on troben la casa d'una misteriosa fotògrafa (Blanca Portillo) que mata a les seves víctimes per a fer fotos amb els seus cadàvers.

### La bella i la bèstia
En la bella i la bèstia, la bèstia (Aitor Luna) és un actor d'èxit que després d'un terrible accident té la cara mitjà desfigurada. Malgrat el seu aspecte físic després de l'accident, s'enamora bojament de Bella (Michelle Jenner).

## Repartiment

### Los tres cerditos
- Víctor Clavijo com Andrés Garrido (El llop)
- Antonio Gil com Ramón Gálvez "Chino" (porquet gran)
- Arturo Valls com Adrián Gálvez "Nano" (porquet mitjà)
- Iñaki Font com Miguel Gálvez "Rulo" (porquet petit)
- Luis Zahera com Ramiro
- Alba Alonso com Amanda Moreno
- Yaiza Guimaré com Silvia Márquez
- Carlos Martínez com Óscar Serrano
- Cristina Segarra com María
- Elena Ballesteros com Elena

### Blancanieves
- Blanca Suárez com Blanca Sotelo "Nieves" (Blancanieves)
- Guillermo Barrientos com Diego (El príncipe)
- Mar Saura com Eva (La reina malvada, madrastra de Blancanieves)
- Juan Carlos Vellido com Enrique Sotelo (El rei)
- Eduardo Velasco com Roberto "Rober" (Enanito Gruñón)
- Emilio Buale com Samuel (Enanito Tímido)
- Alberto Berzal com Pedro (Enanito Dormilón)
- Joaquín Abad com David (Enanito Listo)
- Priscilla Delgado com Blanca Sotelo niña (Blancanieves)
- Sergi Méndez com Diego niño (El príncipe)
- Paco Sepúlveda com Juan (Enanito Mudo)
- Fran Millán com Rafael "Rafa" (Enanito Tontín)
- Ruth Díaz com Sonia (El Espejo mágico)
- Félix Gómez com Marko Torres (Enanito Bonachón)

### Caperucita Roja
- Laia Costa com Claudia Alvarado (Caperucita Roja)
- Adolfo Fernández com Joaquín (El leñador)
- Sonia Almarcha com Pilar (Madre de Caperucita)
- Nicolás Coronado com Fran (El llop)
- Susana Abaitua com Teresa
- Javier Godino com Antonio
- Lola Cordón com Manuela (L'àvia de Caperucita Roja)
- Sara Mata com Irene

### Hansel y Gretel
- Blanca Portillo com Sara Morgade (La bruja)
- Marcel Borràs com Hermano (Hansel)
- Aitana Hercal com Hermana (Gretel)
- Fernando Soto com Hombre furgoneta
- Manolo Caro com Cartero
- Cristina Plazas com Madre

### La bella y la bestia
- Aitor Luna com Iván Dorado (La bestia)
- Michelle Jenner com Miranda Salazar (La bella)
- Laura Pamplona com Diana San Juan (La bruixa)
- Gorka Moreno com Raúl
- Manuel Regueiro com Gaspar
- Manolo Solo com Romero
- Tacuara Jawa com Rebeca
- María González com Doctora
- Blanca Apilánez com Adela

## Episodis i audiències
| Temporada | Temporada | Episodis | Emissió original       | Emissió original      | Audiència mitjana | Audiència mitjana | Audiència mitjana |
| Temporada | Temporada | Episodis | Primera emissió        | Última emissió        | Espectadors       | Quota             |                   |
| --------- | --------- | -------- | ---------------------- | --------------------- | ----------------- | ----------------- | ----------------- |
|           | 1         | 5        | 10 de novembre de 2014 | 8 de desembre de 2014 | 2 337 000         | 12,7%             |                   |

| Núm. (sèrie) | Títol                  | Data d'emissió         | Audiència         |
| ------------ | ---------------------- | ---------------------- | ----------------- |
| 1            | «Los tres cerditos»    | 10 de novembre de 2014 | 2 736 000 (14,5%) |
| 2            | «Blancanieves»         | 17 de novembre de 2014 | 2 468 000 (13,4%) |
| 3            | «Caperucita Roja»      | 24 de novembre de 2014 | 2 300 000 (12,5%) |
| 4            | «Hansel y Gretel»      | 1 de desembre de 2014  | 2 062 000 (11,3%) |
| 5            | «La bella y la bestia» | 8 de desembre de 2014  | 2 120 000 (12,0%) |